# التفاوت الاقتصادي

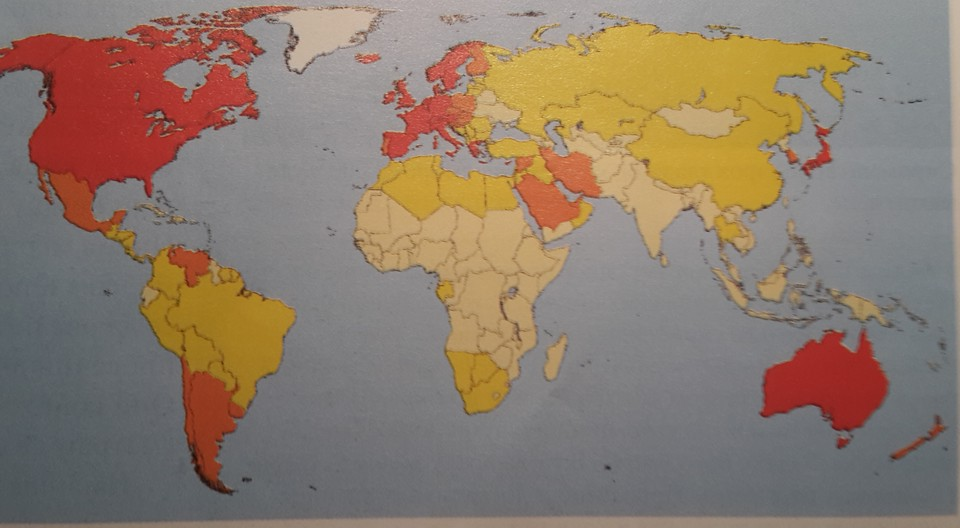

التفاوت الاقتصادي أو (اللامساواة الدولية) وهي انعدام المساواة بين دول العالم. والتفاوت الاقتصادي الشاسع بين الدول الغنية والفقيرة. ووفقا لتقرير الأمم المتحدة عن التنمية البشرية لعام 2004 كان الناتج المحلي الإجمالي للفرد الواحد في الدول ذات التنمية البشرية العالية والمتوسطة والمنخفضة (حسب مؤشر التنمية البشرية للامم المتحدة) على النحو التالي: 24806، 4269 و1184 دولار (على مقياس تعادل القوة الشرائية).

## توزيع الثروة الدولية
بعد دراسة أجراها المعهد العالمي لبحوث اقتصاديات التنمية (تقرير جامعة الأمم المتحدة) تبين أن 1٪ من الاثرياء يمتلكون 40٪ من الأصول العالمية في عام 2000، وأن هذه الفئة تمثل 10٪ من إجمالي 85٪ من المجموع العالمي، وأن مايمتلكه نصف البالغين في العالم بالكاد يصل إلى 1٪ من إجمالي الثروة العالمية. ويوجد العديد من الإحصاءات واسعة النطاق بالإضافة إلى العديد من مؤشرات التفاوت العالمي المتزايد، متوفرة كتقارير ونشرات صحفية وجداول اكسل وباور بوينت.
يتألف المكون الرئيسي لعدم المساواة في الدخل العالمي (معامل جيني) من مجموعتين من الدول تسمى «قمم التوأم» (البروفسور الماليزي داني كوا (عضو المجلس الوطني الاقتصادي في ماليزيا)).
- المجموعة الأولى تضم 13٪ من سكان العالم وتتلقى 45٪ من الدخل (تعادل القوة الشرائية) في العالم. هذه المجموعة تضم الولايات المتحدة واليابان وألمانيا والمملكة المتحدة وفرنسا وأستراليا، وتضم 500 مليون شخص على مستوى الدخل السنوي أكثر من 11500 دولار.
- المجموعة الثانية تضم 42٪ من سكان العالم وتتلقى 9٪ فقط من الدخل العالمي. وهذه المجموعة تضم الهند واندونيسيا والصين، وتتألف من 2100 مليون نسمة مع مستوى الدخل أقل من 1000 دولار. (ميلانوفيتش 2001، ص 38).

خلال القرن العشرون كان هناك اختلاف كبير بين الثروة الاقتصادية في الدول المتقدمة والدول النامية. تعاونت الدول الغنية مثل الولايات المتحدة والعديد من البلدان الأوروبية من أجل التوصل إلى ناتج محلي إجمالي للفرد يكون أكبر بكثير من البلدان النامية مثل الهند وإثيوبيا.
ان تطور فجوة الدخل بين البلدان الفقيرة والغنية متعلق بالتقارب. ويمكن تعريف التقارب بأنه «اتجاه الدول الأكثر فقرا إلى النمو بشكل أسرع من الدول الغنية، وبالتالي يكون هناك تقارب لمستويات الدخل». ما زالت البحوث الحالية والمناقشات تدور حول التقارب إلا أن معظم الدراسات أظهرت عدم وجود أدلة على التقارب المطلق على أساس المقارنة بين الدول.

## مقارنات
من الممكن أن يكون هناك بعض أوجه التفاوت الاقتصادي المقبولة عند مقارنة الدول الغنية والبلدان الفقيرة. على سبيل المثال، فيما يتعلق بالتفاوت في الدخل، وفقا لبعض التقديرات من قبل (برانكو ميلانوفيتش) من البنك الدولي:
- «إن متوسط دخل شخص من الطبقة الفقيرة في الولايات المتحدة يعتبر أفضل حالا من 2 إلى 3 من سكان العالم.» (ميلانوفيتش 2002، ص 50)
- «اجمالي دخل 10٪ من اغنى سكان الولايات المتحدة يساوي دخل 43٪ من افقر سكان العالم، أو بعبارة أخرى، إجمالي الدخل لـ 25 مليون شخص من أغنى الأميركيون يساوي مجموع الدخل لما يقارب ملياري نسمة.» (ميلانوفيتش 2002، ص 50)

فيما يتعلق بالتفاوت في الثروة (حدد الباحثون الثروة بقيمة الأصول المادية والمالية مطروحا منها الديون)، وحسب تقرير لعام 2006 مع بيانات لعام 2000 توصل الباحثون إلى ما يلي:
- «الهند تسيطر على الثلث الأخير من توزيع الثروة العالمية، ثم الصين بزيادة أكثر قليلا من الثلث. حتى نصل إلى القمة أمريكا الشمالية وأوروبا وآسيا ذات الدخل المرتفع مع احتكار العشر الأعلى، يتم حساب كل مجموعة إقليمية مقابل الثلث من اصحاب الثروات»(ديفيز وآخرون 2006، ص 27)
- "ا 10٪ من اثرياء العالم لديها اجمالي 85٪ من ثروات سكان العالم، بحيث يكون متوسط دخلهذه المجموعة 8.5 أضعاف من متوسط دخلالعالم، والأرقام المقابلة للأعلى 5٪، وأعلى 2٪، وأعلى 1٪ من 71٪ (14.2 مرة في المتوسط)، و51٪ (25 أضعاف المعدل) مقارنة بالمجموعة الفقيرة التي لا تملك سوى 1٪ من الثروة العالمية. وهكذا فإن 1٪ من اغنى الاثرياء يمتلكون مثل ما يمتلكه 50٪ من الفقراء.(دافيس وآخرون 2006، ص 26)
- «بالنسبة للعالم ككل بلغ نصيب أكبر 10٪ 85٪ في العام 2000، وبلغت 0,892 حسب معدل جيني باستخدام أسعار الصرف الرسمية» (ديفيز وآخرون 2006، ص 32)
- «كانت هناك حاجة فقط إلى 2161 دولار من أجل الانتماء إلى النصف الثري من العالم عند توزيع الثروة العالمية، ولكن لينضم شخصا ما إلى مجموعة (10٪) يجب على الأقل ان يمتلك 61,000 دولار وعضوية مجموعة الـ (1٪) المطلوب أكثر من 500,000 دولار للشخص البالغ.» (دافيس وآخرون 2006، ص 25)

وقال جيمس ديفيز، أستاذ الاقتصاد في جامعة ويسترن اونتاريو، وأحد مؤلفي التقرير: «عدم المساواة في الدخل ظلت ترتفع في السنوات 20-25 الماضية، ونعتقد صحة عدم وجود المساواة في توزيع الثروة». وقال «هناك مجموعة من المشاكل في البلدان النامية التي تجعل من الصعب على الناس بناء الأصول، والتي هي مهمة، كون الحياة غير مستقرة للغاية.» 
ويمكن تقدير الفوارق الأخرى بشكل أفضل عندما تتم مقارنة الأفراد الأغنياء (أو الشركات) ضد الأفراد الفقراء. وفقا لبعض التقديرات، على سبيل المثال:
- «مجموعة أغنى 1٪ من الناس في العالم تتلقى 57٪ من المجموعة الفقيرة، أو بعبارة أخرى، أقل من 50 مليون شخص من الاغنياء يحصلون على قدر 2.7 مليار شخص من الفقراء». (ميلانوفيتش 2002، ص 50)
- كل ثلاثة من أغنى سكان العالم يمتلكون أصول مالية أكثر من 10٪ من أفقر سكان العالم .
- اعتبارا من مايو 2005، أصبح لدى كل ثلاثة من أغنى أغنياء العالم أصول تتجاوز مجموع الناتج المحلي الإجمالي لـ 47 دولة على الأقل مع الناتج المحلي الإجمالي، (الحساب بناء على بيانات من قائمة الدول حسب الناتج المحلي الإجمالي (تعادل القوة الشرائية) وقائمة المليارديرات) (عنان، 1998)

ومع ذلك، ستكون ثروة أغنى ثلاثة مؤلفة في معظمها من الأسهم في الشركات الخاصة. التي تم إنشاؤها إلى حد كبير بناءً على الأوضاع الاقتصادية في بلدانهم.
- اعتبارا من مايو 2005، أصبح لدى أغنى 125 شخص في العالم أصولا تتجاوز مجموع الناتج المحلي الإجمالي لجميع البلدان الأقل نموا (الحساب بناء على بيانات من قائمة الدول حسب الناتج المحلي الإجمالي (تعادل القوة الشرائية) وقائمة المليارديرات).

## مزيد من الحقائق

### الثراء
- 1 ٪ من سكان العالم يملكون 40٪ من الأصول العالمية. أغنى 2٪ من سكان العالم يمتلكون أكثر من 51 ٪ من الأصول العالمية، وأغنى 10٪ يملكون 85 ٪ من الأصول العالمية.
- 50 ٪ من سكان العالم يمتلكون أقل من 1٪ من الأصول العالمية.[2]
- حجم كامل الأصول العالمية 125 تريليون دولار.[3]
- يمتلك المليارديرات 4,4 تريليون دولار. أي أكثر من 4 مرات من إجمالي ما يمتلكه 50٪ من سكان العالم الفقراء.[4]
- أكثر من 80٪ من سكان العالم يعيشون على أقل من 10 دولار في اليوم.[5] وأكثر من 50٪ من سكان العالم يعيشون على أقل من دولارين في اليوم،[6] وأكثر من 20٪ من سكان العالم يعيشون على أقل من 1.25 دولار في اليوم.[7]

### الدخل
- عام 2005، 48,3 ٪ من سكان العالم (3,14 مليارات نسمة) دخلهم أقل من 2,5 دولار في اليوم. و21،5 ٪ من سكان العالم (1,4 مليارات نسمة) لديه دخل يقل عن 1,25 دولار في اليوم. [10] عام 1981، 60,4 ٪ من سكان العالم (2,73 مليار نسمة) دخلهم أقل من 2,5 دولار في اليوم و42،2 ٪ من سكان العالم (1,91 مليارات نسمة) دخلهم يقل عن 1,25 دولار في اليوم.
- 2008، 17 ٪ من سكان الدول النامية يعانون من المجاعة.[8]

يقاس معدل دخل الفقراء عندما يكون الدخل (أقل من 3470 دولار في السنة) حوالي 78٪. أما معدل دخل الأغنياء عندما يكون الدخل (أكثر من 8000 دولار في السنة) حوالي 11٪.

## مدارس التفاوت الاقتصادي
هناك مدارس مختلفة من التفكير بشأن التفاوت الاقتصادي. الماركسية تفضل المجتمع حيث يستند التوزيع على احتياجات الفرد بدلا من الطبقة الاجتماعية أو عوامل أخرى من هذا القبيل. الكلاسيكية والليبرالية المدافعة عن الحريات لا تتخذ أي موقف بشأن التفاوت في الثروة، ولكنها تعتقد في المساواة أمام القانون بغض النظر عن ما إذا كان يؤدي إلى عدم المساواة في توزيع الثروة. الحجج التي تستند على العدالة الاجتماعية لصالح توزيع أكثر عدالة لتفادي ضعف المجتمعات. على الرغم من وجود بعض المطالبات التي توضح ان عدم توزيع الثروة قد يكون مفيداً إلى حد ما.